# Epigelasma viridibasis
Epigelasma viridibasis là một loài bướm đêm trong họ Geometridae.